# Leda Battisti (album 1999)
Leda Battisti (1999) è la ristampa del precedente album pubblicato nel 1998 dall'omonima cantautrice italiana per Epic Records.

## Descrizione
Prodotto da Mario Lavezzi, Leda Battisti (1999) è la ristampa dell'album di debutto dell'omonima cantautrice reatina. Il disco contiene le 11 tracce della precedente edizione del 1998 con l'aggiunta di tre canzoni inedite: Un fiume in piena (presentata al Festival di Sanremo 1999), Al ritmo di un uragano e Non sono un gatto (tratta dalla colonna sonora del film di animazione La gabbianella e il gatto di Enzo D'Alò). Complessivamente quest'album ha venduto oltre 50 000 copie aggiudicandosi un disco d'oro.

## Tracce
1. Un fiume in piena (L.Battisti)
2. Al ritmo di un uragano (L.Battisti)
3. L'acqua al deserto (L.Battisti)
4. In caduta libera - Snakecharmer (L.Battisti - O. Liebert)
5. Vino sei d'amore (L. Battisti - A. Carnevali)
6. Come il sole - ocean blvd./Miami (L.Battisti - O. Liebert)
7. Solo il cielo lo sa (L.Battisti)
8. Sei tu (L.Battisti)
9. Verso sera (L. Battisti - G. Bonanni)
10. Tangos de Tesuque (L.Battisti - O. Liebert)
11. Euforia (L.Battisti)
12. Tocca il cuore - Butterfly and Juniper (L.Battisti - O. Liebert)
13. Misterioso fuoco (L. Battisti - A. Carnevali - R. Rinciari)
14. Non sono un gatto (D. Rhodes - B. Tognolini)

## Formazione
- Leda Battisti – voce, cori, chitarra classica
- Ottmar Liebert – chitarra flamenco
- Francesco Morettini – tastiera, programmazione
- Lele Melotti – batteria
- Graham Henderson – fisarmonica
- Giulio Proietti – batteria
- Lennart Zethzon – basso
- Matteo Fasolino – tastiera
- David Rhodes – chitarra
- John Giblin – basso
- Dave Power – batteria
- Richard Evans – fischio, flauto

## Curiosità
Rispetto all'edizione precedente vi è la modifica del titolo del brano Fuoco che diventa Misterioso fuoco.